# تاتئویک هایراپتیان
تاتویک آرمنی هایراپتیان (ارمنی: Տաթևիկ Արմենի Հայրապետյան؛ زادهٔ ۳۰ سپتامبر ۱۹۸۹) تاریخ‌نگار و سیاست‌مدار اهل ارمنستان است که از تاریخ نمایندگی دوره هفتم مجلس ملی جمهوری ارمنستان را برعهده دارد. وی از دانشگاه دولتی ایروان فارغ‌التحصیل گشت.